# Hiptage umbellulifera
Hiptage umbellulifera är en tvåhjärtbladig växtart som beskrevs av Arenes. Hiptage umbellulifera ingår i släktet Hiptage och familjen Malpighiaceae. Inga underarter finns listade i Catalogue of Life.